# Ораон (народ)
Ораон (деванагарі: उरांव, oraon, uraon, oram), інколи ораони або курукх (कुड़ुख, kurukh — самоназва) — адівасі (плем'я або малий народ), що мешкає в Індії переважно на плато Чхота-Нагпур, але також в інших районах Східної Індії (Орісса, Західний Бенгал, Ассам) та Бангладеш. Належить до групи народів кол, з якими близький за культурно-побутовими ознаками. Чисельність — понад 2 млн мешканців. Мова — курух, належить до дравидських мов. У релігії індуїзм переплітається із стародавніми племінними культами. Основне заняття — землеробство. У ораонів зберігаються деякі залишки родо-племінної організації (родове ділення, доми молоді або доми неодружених, окремі для хлопців і дівчат, життя в яких підпорядковане строгим нормам тощо). Сільські сусідські громади управляються виборними радами — панчаятами.

## Ресурси
- Ghosh, Abhik (2003). History and Culture of the Oraon Tribe : Some Aspects of Their Social Life. Mohit. с. 237. ISBN 81 7445 196 X.
- Oraon Ethnologue: Languages of the World
- Ораоны Ethnolog.ru